# もこちゃんチャイルド
もこちゃんチャイルドは1977年4月1日に創刊した、チャイルド本社が発行する日本の月刊絵本シリーズ。0歳から2歳児を対象としている幼年向け絵本で、リズミカルな文章とあたたかな絵が特徴。主な読者層は幼稚園児、保育園児。

## 概要
1冊あたり390円。サイズはB5判。ページ数は22ページ。0－2歳児でも安全に本をめくれるように角は丸くなっている。
第一巻は1977年4月の『もこちゃんとむくむく』（岡村登久子作・赤坂三好絵）である。2021年度末までに540冊を発行している。